# Nuskhí
Nuskhí (en rus: Нусхи) és un poble (un possiólok) del krai de Khabàrovsk, a Rússia, que el 2012 tenia 9 habitants.